# Algebraiskt uttryck
Ett algebraiskt uttryck är ett uttryck uppbyggt av heltal, konstanter, variabler och algebraiska operationer (addition, subtraktion, multiplikation, division och exponentiering av en exponent som är ett rationellt tal). Exempelvis är 3x2 − 2xy + c ett algebraiskt uttryck.
Däremot är transcendentala tal som π och e inte algebraiska, eftersom de inte härrör från heltalskonstanter och algebraiska operationer. Vanligtvis är pi konstruerad som ett geometriskt förhållande, och definitionen av e kräver ett oändligt antal algebraiska operationer.
Ett rationellt uttryck är ett uttryck som kan skrivas om till ett rationellt bråk med hjälp av den aritmetiska operatorns egenskaper (kommutativitet och associativitet för addition och multiplikation, distributivitet för bråkoperationer). Med andra ord är ett rationellt uttryck ett uttryck som kan konstrueras från variablerna och konstanterna genom att endast använda de fyra aritmetiska operationerna. Således, 
{\displaystyle {\frac {3x^{2}-2xy+c}{y^{3}-1}}}
är ett rationellt uttryck, medan 
{\displaystyle {\sqrt {\frac {1-x^{2}}{1+x^{2}}}}}
ej är det. 
En rationell ekvation är en ekvation där två rationella bråk (eller rationella uttryck) av formen 
{\displaystyle {\frac {P(x)}{Q(x)}}}
är lika med varandra. Dessa uttryck följer samma regler som bråk. Ekvationerna kan lösas genom att korsmultiplicera. Divisionen med noll är odefinierat, så en lösning som orsakar detta kastas bort. 

## Terminologi
Algebra har sin egen terminologi för att beskriva delar av ett uttryck: 
1-exponent, 2-koefficient, 3-term, 4-operator, 5 - konstant term, {\displaystyle x,y} - variabler

## Rötter
Roten av ett polynomiskt uttryck av grad n, eller likvärdigt lösningarna i en polynomekvation, kan alltid skrivas som algebraiska uttryck om n <5 (se pq-formeln). En sådan lösning av en ekvation kallas för en algebraisk lösning. Men Abel-Ruffini-satsen säger att algebraiska lösningar inte existerar för alla sådana ekvationer (bara för några av dem) om n {\displaystyle \geq }5.

## Notation

### Variabler
Enligt konvention används vanligtvis bokstäver i början av alfabetet (t.ex. {\displaystyle a,b,c}) för att representera konstanter, och de mot slutet av alfabetet (t.ex.  {\displaystyle x,y} och {\displaystyle z}) används för att representera variabler. De skrivs vanligtvis i kursiv.

### Exponenter
Enligt konvention skrivs termer med högsta grad till vänster. När en koefficient är 1 utelämnas den vanligtvis (t.ex. {\displaystyle 1x^{2}}är skrivet  {\displaystyle x^{2}}). På samma sätt när exponenten är 1, (t.ex. {\displaystyle 3x^{1}}skrivs {\displaystyle 3x}), och när exponenten är noll är resultatet alltid 1 (t.ex. {\displaystyle 3x^{0}} skrivs {\displaystyle 3}).